# آنتون گریمسمو
آنتون گریمسمو (انگلیسی: Anthon Grimsmo؛ زادهٔ ۵ ژوئیهٔ ۱۹۶۸) ورزشکار کرلینگ اهل نروژ است.